# Ulica Tamka w Łodzi
Ulica Tamka w Łodzi – mała, licząca około 566 metrów ulica, łącząca ulicę Telefoniczną z Pomorską, w pobliżu osiedla akademickiego „Lumumbowo” w łódzkiej dzielnicy Śródmieście.
Przed I wojną światową ulica nazywała się „Morska”, w czasie okupacji niemieckiej nazwano ją „Florian-Geyer-Straße”. Obecna nazwa pochodzi prawdopodobnie od małej tamy, istniejącej niegdyś w tym rejonie na niewielkiej rzeczce. W gwarze łódzkiej miejscownik nazwy tej ulicy jest nieodmienialny, dlatego też nie powie się „mieszkam na Tamce”, a „mieszkam na Tamka”.
Zaraz po wojnie, w czasach szybkiej odbudowy, na dłuższej niegdyś ulicy Tamka wybudowano krańcówkę tramwajową, szczątki ówczesnych torów można było do 2012 spotkać po drugiej stronie ulicy Pomorskiej, naprzeciw Szkoły Podstawowej nr 79, w okolicy obecnego wydziału Biologii i Ochrony Środowiska Uniwersytetu Łódzkiego.

## Ważniejsze obiekty
- Jednostka Ratowniczo-Gaśnicza nr 8, powstała pod koniec lat 40 XX wieku, w budynku który w latach 20 wybudowano na użyteczność niedaleko położonej szkoły (obecnie wydział Chemii UŁ)
- Dawny Zespół Szkół Chemicznych im. Alicji Dorabialskiej, obecnie wydział Chemii i laboratoria Uniwersytetu Łódzkiego.
- Obiekt Sportowy AZS.
- W dolnym biegu ulicy znajduje się również zachodnia część przedszkola miejskiego nr 14 (wejście od strony ul. Lubeckiego)